# Laszlo Pavlic
Laszlo Pavlic (* 22. April 1944) ist ein ehemaliger jugoslawischer Radrennfahrer.  

## Sportliche Laufbahn
Sein bedeutendster sportlicher Erfolg war der Gewinn der 10. Etappe der Internationalen Friedensfahrt 1967 vor Burkhard Ebert. In jener Saison konnte er auch drei Etappen der Bulgarien-Rundfahrt für sich entscheiden, in der er jedoch ausschied. In der Jugoslawien-Rundfahrt 1964 hatte er zwei Etappen gewonnen. In der Internationalen Friedensfahrt wurde Pavlic 1964 36., 1965 54. und 1967 51. der Gesamtwertung.